# Ahmed Yasawi

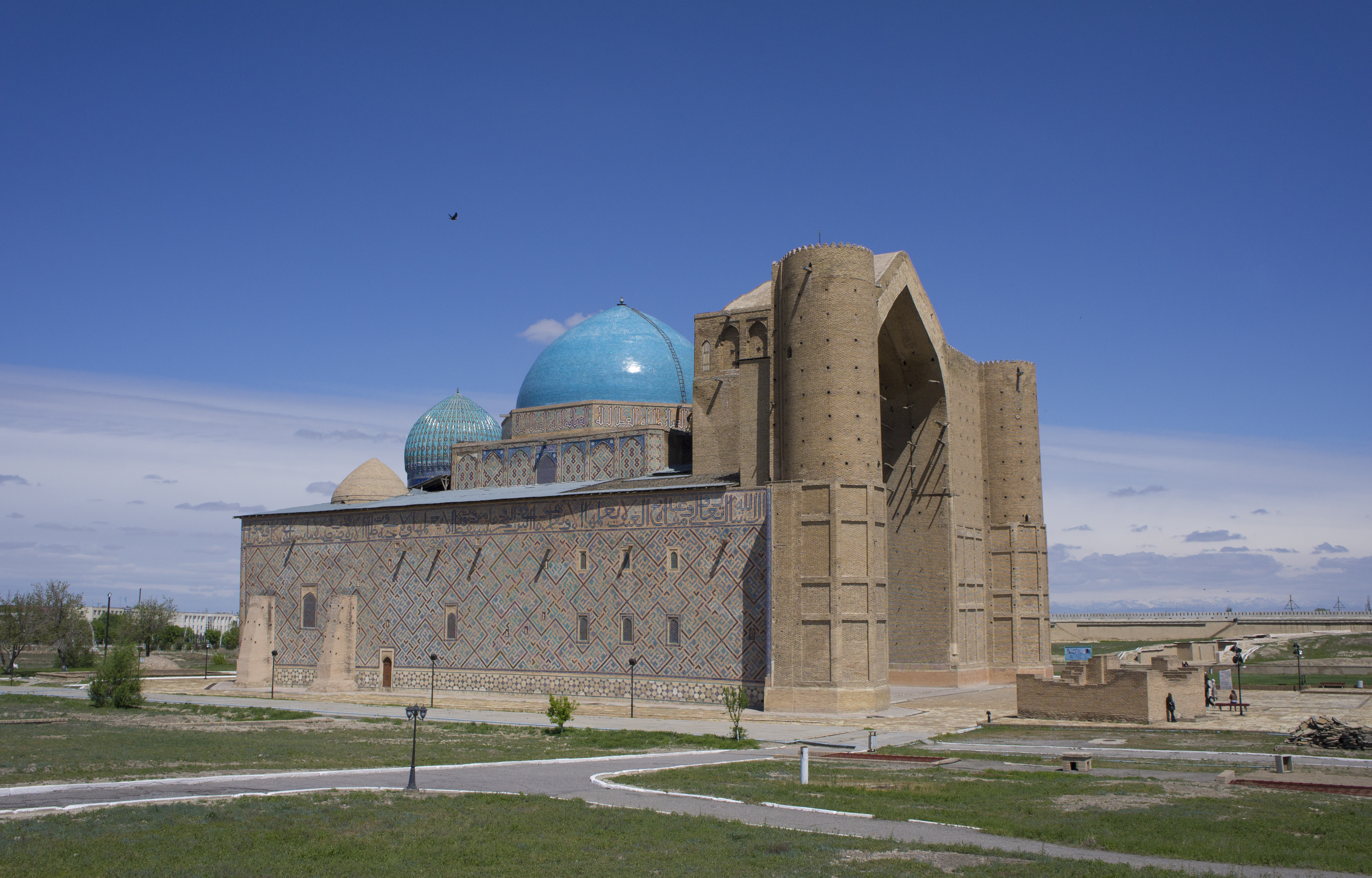
Mausoleum van Ahmed Yasawi

Ahmed Yasawî of Ahmed Yesevi (in sommige kringen Hâce Ahmed Yesevî of Hazret-i Türkistan genoemd), overleden in 1166, was een filosoof in de islamitische leer en een belangrijk figuur in de tasawwoef. Hij was de murshid van Hadji Bektasj Veli. Hij wordt beschreven als een zelfstandig denker die vanuit zichzelf een enorme liefde voor Allah voelde. In de verzamelbundel van zijn wijsheden die Diwân-i Hikmet wordt genoemd, beschrijft hij de diep spirituele ervaringen die zich vanaf zijn zevende levensjaar tot het eind van zijn leven in hem manifesteerden. Hij blijkt een zelfcriticus die voortdurend opnieuw zijn leven evalueert:
Toen ik mijn 63e levensjaar bereikte,
In, voor mij, minder dan een dag,
Was mijn hart gebroken: helaas!
Helaas: waar is God?
Boven de grond had ik mezelf nog verheven
en ‘ik ben de sultan’ geroepen,
Vervuld van verdriet
heb ik mij onder de grond begeven.
Ahmed Yasawî was gedurende de tweede helft van zijn leven continu bezig met lesgeven en het geven van spirituele leiding – irsjâd – aan een voortdurend groeiende groep mensen. Hij droeg kennis over aan zijn leerlingen in de vorm van ‘wijsheden’. Tegen het eind van zijn leven was het aantal van zijn khaliefa’s volgens de overlevering uitgegroeid tot negenennegentig. Hij zond hen uit naar Anatolië met slechts één doel: dienen door geestelijke leiding aan de mensen te geven.
Elk hoofdstukje van zijn Diwân-i Hikmet vormt een wijsheid. Hij slaagde erin met eenvoudige taal zijn diepe morele en spirituele wijsheden dicht bij mensen van alle achtergronden te brengen. Zijn Hikmetler bereikten niet alleen de dorpen en de landbouwers maar ook de stadsmensen.
Het mausoleum van Ahmed Yasawî wordt dagelijks bezocht door honderden, en soms duizenden, moslims uit geheel Centraal-Azië.